# 2025년 동남아시아 경기 대회
2025년 동남아시아 경기 대회(태국어: ซีเกมส์ 2025, 영어: 2025 Southeast Asian Games)는 2025년 12월 9일부터 12월 20일까지 태국 방콕에서 개최될 예정인 동남아시아 경기 대회이다.

## 참가국
- 태국 (개최국)

## 경기 종목
총 42개 종목이 진행될 예정이다.

## 메달 집계
| 순위 | 국가 | 금메달 | 은메달 | 동메달 | 합계 |
| ---- | ---- | ------ | ------ | ------ | ---- |
| 1    |      |        |        |        |      |
| 2    |      |        |        |        |      |
| 3    |      |        |        |        |      |
| 합계 |      |        |        |        |      |